# Bakhoy
El Bakoye també Bakhoy o Bakoy és un riu d'Àfrica occidental que neix a Guinea i Mali. Bakoy significa riu blanc en llengua mandenkà per oposició al Bàfing, que significa riu negre. És un afluent important del riu Senegal, al qual dona naixement per la seva confluència amb el Bafing. La seva longitud és d'uns 400 quilòmetres. No és navegable. És l'únic riu nascut en la regió guineana de Siguiri, que no flueix pas cap al riu Níger.
El Bakoye neix al massís del Fouta-Djalon a Guinea i flueix en principi en direcció del nord-est a través dels turons Mandingues, en direcció de la frontera maliana. Sobre el territori d'aquest país, adopta la direcció del nord-nord-oest i corre sobre un terreny menys elevat, rebent en marge dret, al nord d'aquest trajecte, el seu afluent principal, el Baoulé (afluent del Bakhoy), que significa riu roig. Gira a continuació cap a l'oest i continua la seva carrera fins a arribar a Bafoulabé (Mali) on s'uneix al Bafing, formant el riu Senegal. A Bouré, a Guinea, la producció d'or va ser antigament important.